# Giovanni Battista Sartorelli
Giovanni Battista Sartorelli ( * 1780 - 1853 ) fue un botánico italiano. Trabajó extensamente en Milán, sobre la flora boscosa de la Italia nordestina.

## Algunas publicaciones
- Gerini, g; gb Sartorelli. 1844. Foreste - Dei vantaggi che apporterebbe allo stato ed alla condizione idraulica dei terreni l'istituzione di società per l'impianto e conservazione dei boschi, ecc. Giornale dell'I. R. Istituto Lombardo di scienze, lettere e arti. 1844 set, Vol. 9, Fasc. 26

### Libros
- 1816. Degli alberi indigeni ai boschi dell'Italia superiore. Ed. Ferdinando Baret. 454 pp.
- 1826. Osservazioni sopra i mezzi di conservare i boschi mediante le regolarità dei tagli. 454 pp.

- La abreviatura «Sart.» se emplea para indicar a Giovanni Battista Sartorelli como autoridad en la descripción y clasificación científica de los vegetales.[1]

- «Giovanni Battista Sartorelli». Índice Internacional de Nombres de las Plantas (IPNI). Real Jardín Botánico de Kew, Herbario de la Universidad de Harvard y Herbario nacional Australiano (eds.).
- Wikispecies tiene un artículo sobre Giovanni Battista Sartorelli.

- Datos: Q5558358
- Especies: Giovanni Battista Sartorelli

1. ↑  Todos los géneros y especies descritos por este autor en IPNI.